# Aberlemno

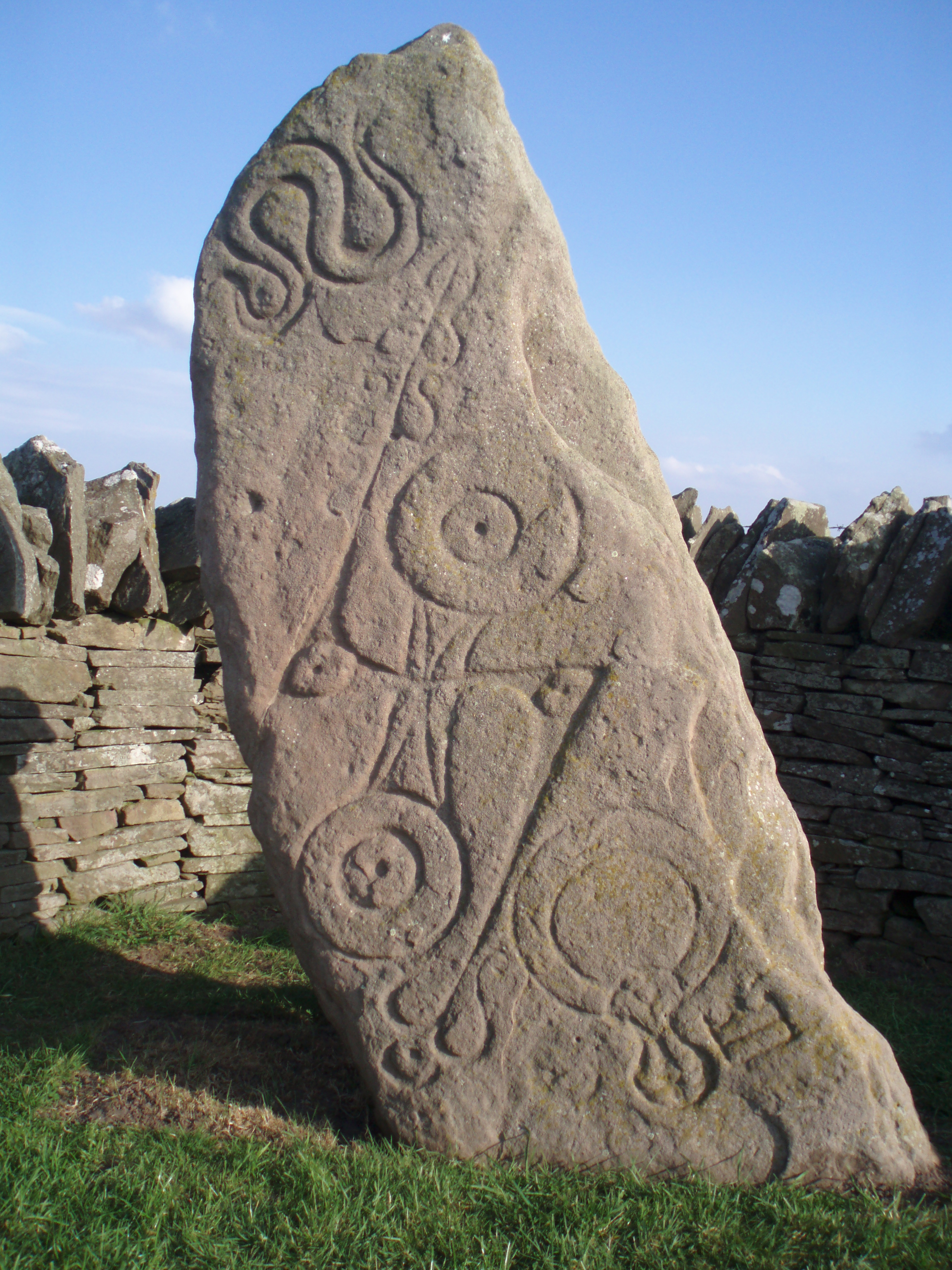
Una delle pietre pitte di Aberlemno

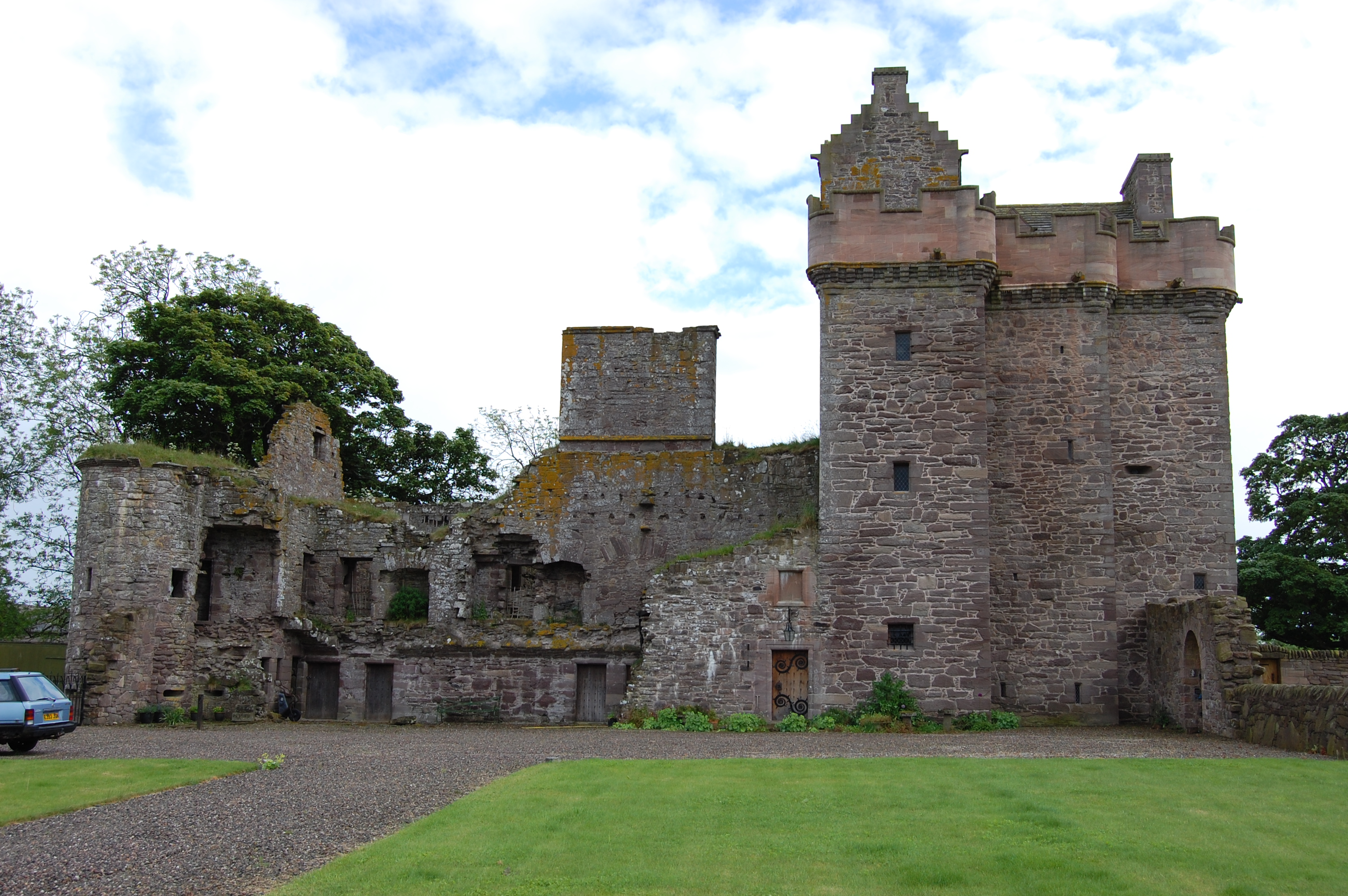
Il Melgund Castle, nei dintorni di Aberlemno

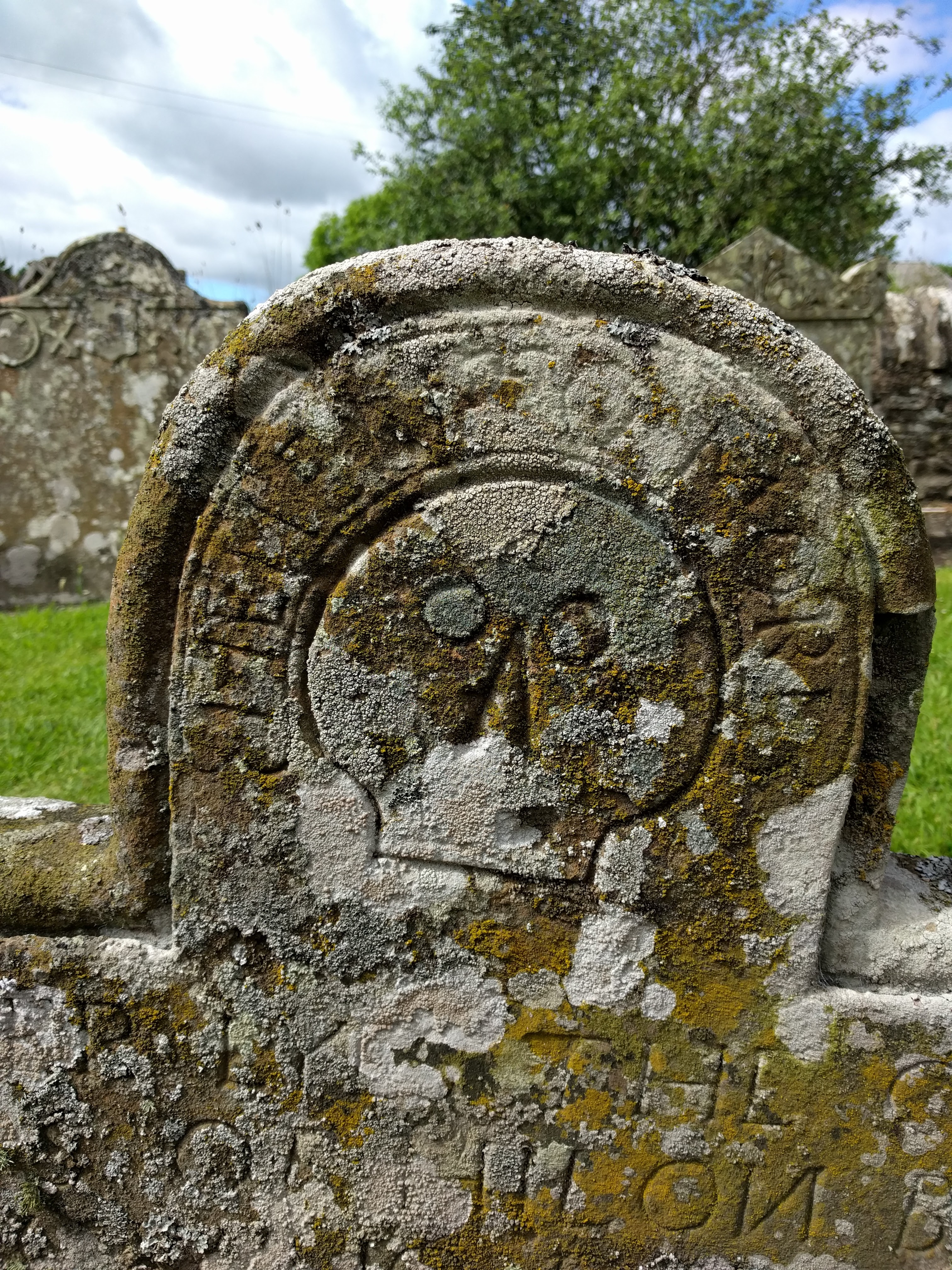
Tomba nella chiesa parrocchiale di Aberlemno

Aberlemno (in gaelico scozzese: Obar Leamhnach) è un villaggio di circa 500 abitanti della Scozia centro-orientale, facente parte dell'area di consiglio dell'Angus e della contea del Forfarshire e situato lungo il corso del fiume Lemno.
La località è famosa per le sue pietre pitte.

## Geografia fisica
Aberlemno si trova tra le località di Brechin e Forfar (rispettivamente a sud/sud-ovest della prima e a nord/nord-est della seconda), a pochi chilometri a sud-est di Finavon e a est di Oathlaw.

## Origini del nome
Il toponimo Aberlemno/Obar Leamhnach significa letteralmente "confluenza del fiume Lemno". Il nome Lemno significa "corso d'acqua guizzante".

## Storia
Agli inizi del XIX secolo circa metà della parrocchia civile di Aberlemno apparteneva ai conti di Minto e visconti di Melgund.
La vicina tenuta di Aldbar (da cui il villaggio di Auldbar che fa parte della parrocchia civile di Aberlemno) era invece sin dal XIII secolo e fino alla metà del XVI secolo di proprietà della famiglia Cramond, che poi la cedette a John Lyon, VIII signore di Glamis: quest'ultimo fece erigere un castello nel 1580, poi rimodellato tra il 1844 e il 1845 e di cui non rimane nulla (il castello, infatti, è stato demolito dopo essere stato gravemente danneggiato da un incendio nel 1964).

## Monumenti e luoghi d'interesse

### Architetture religiose

#### Chiesa di Aberlemno
Ad Aberlemno si trova una chiesa, eretta agli inizi del XVIII secolo e rimodellata in stile gotico alla fine del XIX secolo.

### Architetture civili

#### Melgund Castle
Nei dintorni di Aberlemno, si ergono poi le rovine del Melgund Castle, un castello costruito probabilmente nel 1542 o 1543 per volere del cardinale David Beaton e in seguito appartenuto ai conti di Minto, divenuti visconti di Melgund. 

#### Flemington House
Sempre nel territorio delle parrocchia civile di Aberlemno, si trova poi la Flemington House o Castello Flemington, un edificio risalente al XVII secolo.

### Siti archeologici

#### Pietre scolpite di Aberlemno
Ad Aberlemno sono state rinvenute cinque pietre (anche se la veridicità di una è dibattuta) scolpite dai Pitti tra il VI e il IX secolo: una di queste (la "Aberlemno II") si trova di fronte alla chiesa, mentre le altre sono dislocate in vari punti lungo la statale.

## Geografia antropica

### Suddivisioni amministrative
Villaggi della parrocchia civile di Aberlmno
- Aberlemno
- Auldbar